# Tōru Murakawa
Pour les articles homonymes, voir Murakawa.
Tōru Murakawa (村川透, Murakawa Tōru), né le 22 mars 1937 dans la préfecture de Yamagata, est un réalisateur japonais.

## Biographie
Tōru Murakawa fait ses études à l'université de Fukushima.
Il est surtout connu pour ses collaborations avec l'acteur Yūsaku Matsuda à la fois cinématographiques et télévisuelles.

## Filmographie partielle
- 1972 : Les Doigts blancs de l'extase (白い指の戯れ, Shiroi yubi no tawamure?)[2]
- 1978 : Mottomo kiken na yūgi (最も危険な遊戯?)
- 1978 : Satsujin yūgi (殺人遊戯?)
- 1979 : Hakuchyu no shikaku (白昼の死角?)
- 1979 : Resurrection of Golden Wolf (蘇える金狼, Yomigaeru kinrō?)
- 1979 : Shokei yūgi (処刑遊戯?)
- 1980 : Bara no hyōteki (薔薇の標的?)
- 1980 : Yajū shisubeshi (野獣死すべし?)
- 1981 : Kemono-tachi no atsui nemuri (獣たちの熱い眠り?)
- 1982 : Kyōdan (凶弾?)
- 1983 : Shinguru garu (シングルガール?)
- 1985 : Le Sang du dragon (聖女伝説, Seijo densetsu?)
- 1989 : Mottomo abunai deka (もっともあぶない刑事?)
- 1992 : Distant Justice (DISTANT JUSTICE 復讐は俺がやる?)
- 1996 : Abunai deka ritānzu (あぶない刑事リターンズ?)
- 1997 : Mamushi no kyōdai (まむしの兄弟?)
- 1998 : Yomigaeru Yūsaku: Tantei monogatari tokubetsu hen (蘇える優作 「探偵物語」特別篇?) de co-réalisé avec Yukihiro Sawada (ja)
- 2016 : Saraba abunai deka (さらば あぶない刑事?)

## Télévision
- 1978 : Daitsuiseki (Série TV - 1 épisode)
- 1979-1980 : Tantei monogatari (探偵物語?) (Série TV - 7 épisodes)

## Distinction
Sauf indication contraire, les informations mentionnées dans cette section peuvent être confirmées par la base de données cinématographiques IMDb,  présente dans la section « Liens externes ».

### Récompense
- 2016 : prix Yūjirō Ishihara pour Saraba abunai deka aux Nikkan Sports Film Awards[3]